# فنسنت شيبرز
فنسنت شيبرز (بالهولندية: Vincent Schippers) هو لاعب كرة قدم هولندي، ولد في 4 مارس 2001 في فلاردينجن في هولندا.

## وصلات خارجية
- فنسنت شيبرز على موقع قاعدة بيانات كرة القدم.إي يو (الإنجليزية)
- فنسنت شيبرز على موقع Soccerway.com (الإنجليزية)